# To Damascus - a film on interpretation
To Damascus - a film on interpretation er en film fra 2005 instrueret af Jeppe Debois Baandrup, Morten Kjems Juhl og Michael Madsen.